# 德羅茲多維齊亞
51°57′49″N 31°25′33″E / 51.96361°N 31.42583°E
德羅茲多維齊亞（烏克蘭語：Дроздовиця），是烏克蘭北部的村莊，隸屬切爾尼希夫州的切爾尼希夫區。該村始建於1689年，面積3.7平方公里，海拔高度149米，2006年人口454，人口密度每平方公里122.7人。